# Мелокактус лазурный
Мелока́ктус лазу́рный(лат. Melocactus azureus) — вид кактуса. Эндемик Бразилии, встречается только только в штате Баия. На местном уровне он широко представлен, но популяции фрагментированы и уязвимы в связи с деградацией среды обитания.

## Описание
Мелокактус лазурный имеет эпидермис яркого морозно-голубого цвета. Цилиндрический стебель 9-45 см (в среднем 14-30 см) в высоту и 14-20 см в диаметре, зелёный, серо-зеленый, но никогда не сизоватый, как у подвида Melocactus azureus ferreophilus, для которого характерно наличие слизи в кортикальных тканях. У него 9-10 ребер, колючки от чёрного до красноватого цвета, покрытые серым, некоторые зацепляются у сеянцев, в то время как центральные шипы слегка изогнуты до прямых, а радиальные шипы очень толстые. Цветки мелкие, 15-23 мм в длину и 4-11 мм в диаметре, от розового до пурпурного цвета, цветет с весны до поздней осени. Плоды маленькие, от белого до розового цвета, семена гладкие.  У мелокактуса лазурного 2n = 44 хромосомы.

## Среда обитания
Мелокактус лазурный является эндемиком центральной, северной и восточной Бразилии, произрастает на высоте 450—800 метров над уровнем моря. Этот вид имеет небольшой ареал и встречается только в низменных обнажениях известняков, встречается фрагментарными популяциями численностью от нескольких сотен до миллионов. Серьёзной угрозой для этого вида является потеря среды обитания для сельского хозяйства, растительность уничтожается, когда вырубается окружающий лес каатинга, что приводит к сокращению диких популяций. Это изменение повлияло на обнажения, где этот вид также растет, что делает их склонными к инвазивным видам.

## Выращивание
Мелокактус лазурный имеет относительно быстрый темп роста в лучших условиях. Эти тропические кактусы не рекомендуются новичкам, так как их непросто выращивать. Он хорошо растет в очень пористой стандартной почве для кактусов. Этот кактус предпочитает очень яркий свет, но не такой яркий, как большинство кактусов засушливых мест обитания.